# Kecamatan Batanghari
Kecamatan Batanghari är ett distrikt i Indonesien.   Det ligger i provinsen Lampung, i den västra delen av landet, 200 km nordväst om huvudstaden Jakarta.